# Sportgrundschule
Eine Sportgrundschule ist eine Grundschule, deren Schulleben durch ein sportliches Profil charakterisiert ist. Eine der ersten Schulen dieser Art entstand 2001 in Leipzig. 2007 wurde die „Sportgrundschule Freiburg“ in Freiburg im Breisgau eröffnet.
Am Standort der Grundschule werden Sportvereine Kooperationspartner, die die vorhandene Sportstätteninfrastruktur nutzen. Das Sportangebot wird ganztägig durch zusätzlichen Sport(-unterricht) in verschiedenen Sportarten organisiert. Das Interesse an sportlichen Spielen und die natürlichen Bewegungsbedürfnisse der Grundschüler bieten einen frühzeitigen und schnellen Einstieg in den Kindersport. Dabei werden Neigungen der Grundschüler berücksichtigt sowie ein erstes Ausprobieren in verschiedenen Sportfeldern ermöglicht. Im Sinne einer Breitensportförderung und dem physiologischen Entwicklungsstadium von Grundschülern angemessen, ist die Auswahl der Sportarten in basaler Breite angelegt (Turnen, Leichtathletik, allgemeiner Fördersport, Tischtennis, Fußball, Hockey, Reiten, Schwimmen etc.).
Ergänzend werden sportliche Talente gesichtet und gefördert. Die Sportgrundschule fungiert hier als neutraler Beratungspartner für Eltern mit sporttalentierten Kindern, die möglicherweise eine leistungssportliche Laufbahn einschlagen wollen. Die Schulleitung der Sportgrundschule sichert neben ihrer Moderatorenfunktion zwischen den Kooperationspartnern auch die Qualität der sportlichen Ausbildung. Sportgrundschulen unterstützen damit aktiv und beständig die Nachwuchsarbeit der Sportvereine in der Region und fördern die positive Einstellung der Kinder zum Sport. Damit leisten Sportgrundschulen einen wesentlichen Betrag zur Gesundheit und zum lebenslangen Sporttreiben.